# Tjärnen (Nederluleå socken, Norrbotten, 726982-178998)
Tjärnen är en sjö i Luleå kommun i Norrbotten och ingår i Alån-Rosåns kustområde. Sjön har en area på 0,0493 kvadratkilometer och ligger 4 meter över havet.

## Delavrinningsområde
Tjärnen ingår i det delavrinningsområde (727021-178996) som SMHI kallar för Rinner till Norrbottens skärgårds kustvatten. Medelhöjden är 10 meter över havet och ytan är 1,59 kvadratkilometer. Det finns inga avrinningsområden uppströms utan avrinningsområdet är högsta punkten. Avrinningsområdets utflöde mynnar i havet, utan att ha någon enskild mynningsplats.